# Drosophila paraitacorubi
Drosophila paraitacorubi är en tvåvingeart som beskrevs av Jonas S. Döge,  Marco S. Gottschalk och Vera Lúcia S. Valente 2011.

## Etymologi
Artepitetet paraitacorubi refererar till artens likheter med den närbesläktade arten Drosophila itacorubi som beskrevs i samma artikel.

## Utseende
Kroppen har gulbrun färg och vingarna är ljusbruna.

## Taxonomi och släktskap
Drosophila itacorubi ingår i artgruppen Drosophila peruensis.

## Utbredning
Artens utbredningsområde är södra Brasilien.